# Acer lasiocarpum
Acer lasiocarpum é uma espécie de árvore do gênero Acer, pertencente à família Aceraceae.